# Teatro Euclide
Il Teatro Euclide è una struttura ubicata a Roma, nel quartiere Parioli, nata negli anni '50 del Novecento come Cinema Euclide e poi trasformata in teatro nel 1990. Oltre alla normale programmazione teatrale, esso offriva anche altri eventi culturali quali mostre, conferenze e concerti.
Nell'ottobre 2020, il teatro viene rilevato dalla proprietà degli adiacenti Forum Studios entrando così a far parte della struttura degli storici studi di registrazione come teatro musicale, teatro di performance d'arte, spazio conferenze ed eventi.

## Storia
Le tre grandi sale del Teatro Euclide vengono costruite tra il 1924 e il 1956, durante gli oltre trent'anni intercorsi tra la posa della prima pietra e l'inaugurazione della Basilica del Sacro Cuore Immacolato di Maria in piazza Euclide, nel cuore del quartiere Parioli di Roma. Il teatro infatti, esattamente come gli studi di registrazione di fianco, nasce nelle sale sotterranee della basilica del Brasini come ambiente di servizio.
Tra la fine degli anni '50 e i primi anni '60, la lunga sala sotterranea speculare al transetto della basilica a croce greca, ospita il Cinema Euclide che negli anni ha accolto nelle sue sale decine di prime cinematografiche alla presenza di attori, compositori, registi e vari personaggi dello spettacolo, spalla a spalla con gli abitanti del quartiere Parioli.
Il cinema e il quartiere che lo ospitava (in rapida espansione abitativa e professionale, basti pensare che nel 1960 nasce il Radisson Hotels di piazza Euclide, in occasione delle Olimpiadi di Roma dello stesso anno) era diventato a tal punto popolare che Alberto Sordi e Luigi Zampa decisero di ambientarvi la celebre 'scena della telefonata' de Il medico della mutua (1968), dove possiamo ammirare la monumentale scalinata liberty in legno e marmo attraverso la quale ancora oggi si accede al primo foyer. Curiosamente, solo due anni dopo nel 1970, Alberto Sordi sarà nuovamente nei sotterranei della Basilica di piazza Euclide, ma non nel Cinema, bensì nei neonati studi Ortophonic (oggi Forum Studios) invitato all'inaugurazione da Piero Piccioni, compositore a cui affida la maggior parte delle colonne sonore dei suoi film e cofondatore degli studios insieme a Ennio Morricone, Armando Trovajoli e Luis Bacalov. 
Intorno agli anni '90 il Cinema Euclide fallisce e nel 1990 viene ristrutturato e riorganizzato dall'architetto Damiano Adelfio e il direttore artistico Vito Boffoli nel Teatro Euclide, in collaborazione con la compagnia Teatrogruppo che fin da subito ha voluto fortemente realizzare il progetto.
La grande sala del cinema viene ridisegnata così in tre ambienti principali: un foyer, uno spazio polifunzionale centrale e una sala teatrale con palcoscenico, impianti teatrali e 210 poltrone.
L'attività della compagnia Teatrogruppo tra le mura del neonato Teatro Euclide è diretta dal commediografo, regista e direttore artistico Vito Boffoli, che si è sempre prefisso fra i suoi obiettivi l’innovazione del linguaggio teatrale e delle tecniche recitative che possiamo osservare tutt'oggi.

## Il Forum Theatre
Nell'ottobre del 2020 il Teatro Euclide viene rilevato dalla proprietà dei Forum Studios e inizia così un nuovo corso per la struttura che, cambiando nome in Forum Theatre, entra ufficialmente a far parte del grande progetto degli Studios, grazie a un ingente ammodernamento tecnologico e strutturale. 
Il teatro serve gli studi non solo come ulteriore sala di registrazione (a fianco degli storici Studio A e Studio Master) e studio televisivo, ma anche come teatro musicale con programmazione internazionale, venue per corporate events, cocktail bar e teatro immersivo multimediale: tra proiezioni a trecentosessanta gradi e audio di ultima generazione.